# شيشيو ماكوتو
شيشيو ماكوتو 志々雄 真実 وفي النسخ الإنجليزية ماكوتو شيشيو، هو شخصية خيالية من مانغا وأنمي سلسلة روروني كنشين من نوبوهيرو واتسوكي، وهو العدو الرئيسي في فصل كيوتو. شخصية شيشيو مستندة بشكل ما على سيريزاوا كامو القائد الأعلى لفرقة شينسنغومي.

## خلفية الشخصية
بعد مقتل يوكيشيرو توموي، يصبح هيمورا كنشين مقاتل سيف حر، بينما يصبح شيشيو ماكوتو خلفه كسفاح (منفذ عمليات اغتيال) مسؤول عن اغتيال إيزكا الذي خان جماعة تشوشو، أعضاء حكومة ميجي المستقبلية تكتموا أكثر على شيشيو أكثر من كنشين، فالعديد من أفراد جماعة تشوشو وجماعة ساتسوما لم يعلموا إلا القليل عنه.
بعدها فكرت حكومة ميجي أن من مصلحتها تصفية شيشيو، فبينما رؤوا في كنشين تابعا مخلصا للإمبرياليين (مناصري الإمبراطور)، أوكوبو والمسؤولين الآخرين استنتجوا أن شيشيو شخص عقله عليل وانتهازي مستعد بلا شك في استخدام معلوماته عن أسرار الحكومة لإيقاع البلاد في حالة اضطراب لمصلحته الشخصية، وبهذا أثناء حرب بوشين تمت عملية اغتياله برصاصة في الرأس ثم صب الزيت وإحراقه حيا من قبل إيشين شيشي، لكنه نجا بحروق خطرة تسببت بجعله يرتدي الضمادات يوميا ليغطي بشرته المشوهة، ما أعطاه مظهرا شبيها بالمومياء.
شيشيو بمساعدة من رجل يدعى سادوجيما هوجي، كون مجموعة من أفضل مقاتلي اليابان سماها جوبونغاتانا (السيوف العشرة) للإطاحة بحكومة ميجي، متخيلا اليابان تحت حكمه فارضا مبادئ الداروينية الاجتماعية، أو كما وصفها «القوي من يعيش، والضعيف من يموت»، وبهذا المعتقد شن حملة على حكومة ميجي موضحا أنها أضعف من أن تحكم دولة، وبه أيضا غسل دماغ سيتا سوجيرو الذي عمل كذراعه اليمنى وكأقوى رجل في جوبونغاتانا، كما خطط لتقوية الدولة بالطاقة البترولية حالما يسيطر عليها، وفي وقت ما قابل كوماغاتا يومي التي شاركها المشاعر العاطفية.

## تطوير الشخصية
قال واتسوكي أن محرره طلب منه قصة كبيرة ما دفعه لابتكار شيشيو. لم تكن لشيشيو شخصية معينة، فقد نوى واتسوكي في البداية أن يكون دافع شيشيو هو الانتقام حتى يكون من السهل لواتسوكي توضيح مشاعره تجاه الحكومة، على كل رأى واتسوكي أن القصة ستصبح «ضعيفة في الوزن»، لهذا جعل منه ساعيا للانتقام راغبا في السيطرة وبذلك أصبح مدمرا في صورة مشابهة لسيريزاوا كامو من فرقة شينسنغومي، كما يعتقد أيضا أن تصميمه لشيشيو متأثر بغينجورو كيباغامي من سامورا شوداون 2، بينما التصميم المرئي له كان من آونوما شيزوما من إينوغامي كي نو إيتشيزوكو الذي تأثر بمشاهدته واتسوكي وهو صغير، فكر بإعطائه قناع مطاطي كالذي لدى شيزوما لكنه شعر بصعوبة رسم ذلك بالأبيض والأسود كما أن تعابير وجهه لن تظهر بوضوح، ما دفعه لإلباسه الضمادات، إلا أنه شعر أن «لا حماسة» في ربطه بالضمادات، فجعلها متقاطعة الشكل على وجهه كأنما يرتدي «خوذة غريبة».
تاريخيا، منعت الشرطة من دخول معبد جبل هيي، فتجمع المجرمون هناك مدعين وجودهم «للتبصر الديني»، ولهذا جعل واتسوكي من المكان مقرا لشيشيو.

## الشخصية
شيشيو شخص همجي قاسي القلب، يعيش بمعتقده أن الضعيف موجود لمصلحة القوي، ورغم ذلك بقي يحب يومي متفهما لمشاعرها، كما استطاع تكوين علاقات مع سوجيرو وهوحي.
يظهر شيشيو ذكيا للغاية، ما يعطيه شخص العبقري الشرير، كما يعد ماكرا جدا استطاع الاختباء من حكومة ميجي رغم بذلها المجهود في العثور عليه، ولطالما كانت خططه تجعلها فاشلة، يتعلم شيشيو من أخطائه، فبعد نجاته من طلقة في رأسه قام بارتداء حلقة حديدة في جبهته مغلقا نقطة الضعف تلك.

## فنون القتال
سيف شيشيو المسمى موغينجين 無限刃 (حرفيا: السيف غير المحدود)، مثل سيف كنشين من عمل سيد صناعة السيوف أراي شاكو، نصل السيف «مشرشر» امتص طيلة استخدامه لحوم القتلى ودهونهم، وبهذا يستطيع إشعال النار مستخدما مهارات نارية.
القوة الهائلة لدى شيشيو، قدرته على التحمل، مقاومته للإصابة، ومقدرته على قراءة أفكار الخصوم تساويه بكنشين (استطاع شيشيو إيقاف ضربة ريوشوسين من كنشين باستخدام أصابعه، تفادي وصد ضربة غاتوتسو زيروشيكي من سايتو، تمكنه من رؤية آوشي عند تنفيذه مهارة جيسين-كينبو، وامتصاص لكمة فوتاي نو كيوامي من سانوسكي). بالإضافة إلى ذلك لديه القدرة على صد أي مهارة رآها من قبل (مثلما صد ضربة ريوشوسين عندما استخدمها كنشين أمام سينكاكو في قرية شينغيتسو).
يستخدم شيشيو سيفه موغينجين لتنفيذ المهارات التي أشار إليها هوجي «بضربات السيف السرية الثلاث»:
الضربة السرية الأولى، هوموراداما: يستخدمها شيشيو غالبا، مستعملا الاحتكاك في إشعال الدهون البشرية التي امتصها سيفه مع الوقت، وهو ما يشتت الخصم بتلويحه بالسيف، والنتيجة هي حرق وجرح بهذا السيف الذي لا يستطيع تعميق الجرح نظرا لكون النصل «مشرشرا».
الضربة السرية الثانية، غورين كاينا: يحتفظ شيشيو بالبارود في سواره، ويشعله بالشرارة التي يصنعها موغينجين ما يتسبب بانفجار، تتطلب غورين كاينا قوة كثيرة إضافة إلى امساكه بالخصم.
الضربة السرية الأخيرة، كاغيزوتشي: هذه الضربة هي أقوى مهارة ينفذها شيشيو، وفيها يقوم بإشعال دوامة من اللهب حول سيفه بواسطة حكه بالغمد، لم يستطع شيشيو من إكمال الضربة لكن يبدو أن نهايتها هي بإصابة الخصم حرقا وجرحا، وقبل أن يقوم بذلك يتصدى كنشين لها بضربته القاضية.
رغم كل ما لديه من قوة ومهارة، شيشيو يعاني من نقطة ضعف خطرة، فباشتعال النار في جسمه تدمرت غدد التعرق لديه، وبهذا حالما يدخل المعركة ترتفع درجة جسمه فوق الدرجة الطبيعية، ورغم ذلك اعتقد هوجي أن تجاوز هذا الارتفاع سيجعل شيشيو يتخطى حاجز التحمل الذي سيعطيه القوة الكاملة، إلا أن ذلك تتسبب بانهياره باحتراقه بعد 25 دقيقة من بداية المعركة.

## موجز الحبكة الروائية
يقضي كلا من هيمورا كنشين وسايتو هاجيمي وقتا طويلا في البحث عن شيشيو بعد مقابلته مرة في قرية شينغيتسو، على كل غادر شيشيو وقتها فور العثور عليه. عندما يصل كنشين إلى كيوتو يبدأ البحث فورا عن سيد صناعة السيوف أراي شاكو للحصول على سيف ساكاباتو آخر، لكنه يكتشف موت شاكو ليجد بدلا منه ابنه سايكو، بعدها يضطر كنشين لقتال ساواغجو تشو أحد أفراد جوبونغاتانا، الذي يهزم بآخر سيف ساكاباتو صنعه شاكو.
بالقبض على تشو، يتضح بعد تحقيق سايتو معه أن شيشيو ينوي إحراق كيوتو، بعد عودة كنشين من إكمال تدريباته مع هيكو سيجورو يكتشف وسايتو أن افتعال الحريق مجرد خطوة لإلهائهم، وأن شيشيو يستهدف طوكيو بسفينته الحربية رينغوكو التي اشتراها هوجي. يقوم كنشين، سايتو، وسانوسكي الذي يستخدم قنابل صديقه تسوكيوكا تسونان بإحباط المحاولة وإغراق السفينة، إلا أن شيشيو ورفاقه يتمكنون من الفرار واعدا كنشين بمبارزة في مقره في معبد جبل هيي.
بوصول كنشين، سانوسكي، وسايتو إلى المعبد في صباح اليوم التالي، يقوم شيشيو بإرسال معظم أفراد جوبونغاتانا إلى مقر كنشين في آوي-يا تاركا ثلاثة أقواهم إضافة إلى وجود شينوموري آوشي، لكنهم يفشلون في الانتصار بفضل جهود كاميا كاورو، ميوجين ياهيكو، مجموعة أونيوابان، وهيكو سيجورو.
بعد انتصار كنشين على آوشي وسوجيرو، يتبارز مع شيشيو وجها لوجه رغم تعرضه لإصابات في المعركتين السابقتين، فيستطيع شيشيو إسقاطه بسهولة. يباغت سايتو شيشيو بضربة على رأسه لكن ارتداء شيشيو لحلقة معدنية على جبهته حال دون إصابته، بعدها يحاول سايتو بضربات غاتوتسو لكن شيشيو يتفاداها ويصدها ليسقطه أرضا. يتدخل سانوسكي مسددا لكمة فوتاي نو كيوامي على وجهه لكن شيشيو لم يتأثر بها، تصاب يد سانوسكي بالضرر ويسقط أرضا بعد أن يضربه شيشيو في جبهته. ليأتي أخيرا آوشي الذي يحاول هدر وقت شيشيو أملا في أن يستفيق كنشين من الإغماء.
يعود كنشين لقتال شيشيو الذي تبدأ حرارة جسمه في الارتفاع، تدخل في لحظة الحسم يومي مقابل كنشين الذي استعد لتوجيه الضربة القاضية فيتراجع، يستغل شيشيو اللحظة ليباغت كنشين بطعنة اخترقت جسم يومي لتصيبه، يتهكم كنشين على ما فعله شيشيو بحبه لكن شيشيو يشدد على أنه فعل ما كانت يومي تريده منه، يستمر شيشيو بالقتال رغم تبخر دمه حتى يصل إلى لحظة يحترق فيها بسبب اشتعال الدهون التي في جسمه ما يؤدي إلى تفحمه.
يشاهد شيشيو لاحقا في الجحيم مع يومي وهوجي (الذي انتحر يومها وهو بالسجن)، مشددا على أنه سيسيطر على المكان هنا لعدم وجود الأخيار الذين «يقف التاريخ بجانبهم»، بحسب وصفه.

## ممثل الصوت
- الأنمي الياباني: ماسانوري إيكيدا.
- الدبلجة الإنجليزية للأنمي: ستيفن جاي بلوم.

## اقرأ أيضا
- هيمورا كنشين، سلفه في عمله
- سيتا سوجيرو، ذراعه اليمنى